# Gerrit Hatcher
Gerrit Hatcher (* um 1985) ist ein US-amerikanischer Jazz- und Improvisationsmusiker (Saxophone, auch Komposition), der in der Musikszene Chicagos aktiv ist.
Hatcher arbeitete ab den 2010er-Jahren in der Improvisationszene Chicagos u. a. mit Anton Hatwich und Peter Maunu. Mit dem Schlagzeuger Bill Harris und dem Bassisten Eli Namay bildete er das kollaborative Trio Devouring the Guilt; dessen gleichnamiges Album erschien 2017.
Auf seinem ersten Album als Bandleader unter eigenem Namen, The Good Instinct of the Morning (Kettle Hole, 2020), spielte er mit Ben LaMar Gay, Keefe Jackson, Katie Ernst (Bass) und Julian Kirshner. Mit den Saxophonisten Rob Magill und Patrick Shiroishi legte er Mitte 2020 das Trioalbum Triplet Fawns vor.
Die Tenorsaxophonisten von Chicago müssten in der Lage sein, einen breiten Ton, eine bluesige Stimmung und einen stetigen Strom von Improvisationsideen hervorzurufen, schrieb Bill Meyer im Chicago Reader. Gerrit Hatcher habe keine Probleme, diesen Anforderungen gerecht zu werden. „Der bloße Klang seines Horns, der auf drei Soloalben dokumentiert ist, reicht von ohrenbetäubenden hohen Tönen bis hin zu türblockierenden tiefen Tönen.“ In seinen Referenzen an zwei Musiker der Free-Jazz-Ära – die Tenorsaxophonisten Frank Lowe und Frank Wright auf Good Weight (Amalgam) – offenbare Hatcher ein Gespür für motivische Improvisation und einen reich marmorierten Ton, schrieb Peter Margasak.

## Diskographische Hinweise
- Devouring the Guilt (Amalgam, 2017)
- Gerrit Hatcher, Peter Maunu, Julian Kirshner: The Raven and the Dove (Jaki Records,  2018)
- Parables for the Tenor (2019) solo
- Burnt Pan Rolling Boil (Kettle Hole, 2019)
- Gerrit Hatcher & Julian Kirshner: Live at the Hungry Brain (2020)
- Gerrit Hatcher, Jakob Warmenbol: Sublime Again (2020)
- Gerrit Hatcher, Rob Magilm, Patrick Shiroishi:  Triplet Fawns (2020)
- Knowledge About the Future (EP, 2020) solo
- The Good Instinct of the Morning (2020), mit Katie Ernst, Ben LaMar Gay, Keefe Jackson, Julian Kirshner
- Gerrit Hatcher, Peter Maunu, Julian Kirshner: Live at Splice Series (2021)